# Södertälje kammarkör
Södertälje Kammarkör är en fristående, blandad kör baserad i Södertälje. 
Kören bildades 1973 och leds idag av Jacob Mølgaard Laustsen. 2002 spelade kören under ledning av David Lundblad in en skiva, "A cappella", med bland annat svensk, fransk och engelsk körlyrik. Kören har samarbetat med flera kända artister, exempelvis Åsa Jinder, 
Anders Widmark, Göran Fristorp och Anna-Lotta Larsson.